# 查理·科斯莫
查理·科斯莫（英語：Charles Randolph "Charlie" Korsmo，1976年7月20日—）是美國的一位前童星和律師。科斯莫出生在北達科他州法哥，曾經出演過《來不及說愛你》《不同的男人》等電影。他擁有麻省理工學院的物理學位和耶魯法學院的法學學位。